# 跑跑卡丁車：飄移
《跑跑卡丁車：飄移》（或简称：跑跑卡丁车2）是韩国Nexon公司出品的一款休闲类赛车竞速游戏，也是2004年網路遊戲《跑跑卡丁車》的續作。與原作《跑跑卡丁車》不同的是，本作支援全球跨平台遊玩，這是Nexon首款支援全球跨平台遊玩的遊戲。PC、iOS和Android平台於2023年1月12日開始公測，家機平台於2023年3月9日正規賽季開始後支援。
2024年8月1日，在經歷多次更新後仍未達玩家預期的情況下，開發總監趙在允宣布將終止本作的家機、手機平台及國際服務，並將重點轉向韓國和台灣的PC平台。8月14日，趙在允宣布本作將於8月29日進行伺服器分離作業，韓國和台灣的PC平台會以獨立伺服器運行，而家機、手機平台及其他地區的服務則以另一個伺服器各自分離運作，分離形式會持續到2025年初。
2025年6月16日，《跑跑卡丁车：漂移》宣布将彻底结束营运。并开始《跑跑卡丁车经典版》的企划。同月18日，《跑跑卡丁车：漂移》宣布結束營運與退款日程公告，將於2025年10月16日終止遊戲服務。

## 開發歷史
2016年11月9日，Nexon在當年的韓國國際遊戲展示會中釋出了《跑跑卡丁車：重製版》（KartRider Remaster）的預告片。之後的一段時間，Nexon官方並沒有釋出相關消息，倒是洩漏出零星的實機遊玩畫面，早期遊戲是以虛幻引擎3來進行開發，當時遊戲的名稱還被定名為《跑跑卡丁車：逆向》（KartRider Reverse）。
2019年11月3日，Nexon在當年的KartRider Showcase中釋出了《跑跑卡丁車：重製版》的遊戲畫面。11月14日，Nexon在微軟的X019發布會中發表了遊戲，正式定名為《跑跑卡丁車：飄移》，原定於2020年登陸PC和Xbox One平台。但受到2019冠狀病毒病疫情影響加上遊戲平台的增加，最終推遲到2023年正式推出。

## 合作
2023年3月9日，《跑跑卡丁車：飄移》與知名汽車品牌保時捷展開合作，推出718 Boxster、Macan GTS和911 Turbo S Cabriolet車款。
2023年3月23日，《跑跑卡丁車：飄移》與Nexon遊戲《楓之谷》展開合作，推出皮卡啾和露希妲角色。
2023年5月5日，《跑跑卡丁車：飄移》宣布将与BT21展开合作，并于5月11日开始陆续推出各成员的限定角色、BT21梦幻车和BT21野营巴士车款、成员名称车贴。
2023年11月30日，《跑跑卡丁車：飄移》与韩国女团BLACKPINK展开合作，推出了包括各女团成员的限定角色、Pink Venom车款、成员名称气球、车贴和车牌。
2024年2月15日，《跑跑卡丁車：飄移》推出大规模RISE更新，并与知名汽车品牌兰博基尼展开合作，推出Aventador Ultimae Roadster、Urus Performante和Huracán EVO Spyder三款跑车设计的联名车。
2024年3月21日，《跑跑卡丁車：飄移》与韩国女团BLACKPINK展开第二次合作，不仅将第一次合作中推出的角色服装与车款恢复上架，还推出了（Black ver.）角色服装和Pink Venom怪兽车款。
2025年1月9日，《跑跑卡丁車：飄移》与韩泰轮胎展开合作，推出Hankook 轮胎、Hankook 气球、Hankook 轮痕等道具。
2025年1月16日，《跑跑卡丁車：飄移》与知名汽车品牌布加迪展开合作，推出Centodieci、Mistral和Bolide车款。
2025年5月15日，《跑跑卡丁車：飄移》与大象Well Life旗下品牌ArPOTEN展开合作，推出ArPOTEN Core Fit和ArPOTEN Focus车款、气球、车牌等道具。

## 爭議

### 結束原作營運
Nexon決定結束原作《跑跑卡丁車》在韓國的營運，引起了大量原作玩家不满，認為Nexon此舉太過魯莽。